# Омро (Вісконсин)
Омро (англ. Omro) — місто (англ. city) в США, в окрузі Віннебаґо штату Вісконсин. Населення — 3652 особи (2020).

## Географія
Омро розташоване за координатами 44°2′21″ пн. ш. 88°44′19″ зх. д. / 44.03917° пн. ш. 88.73861° зх. д. (44.039197, -88.738726).  За даними Бюро перепису населення США в 2010 році місто мало площу 6,52 км², з яких 6,09 км² — суходіл та 0,43 км² — водойми.

## Демографія
Згідно з переписом 2010 року, у місті мешкало 3517 осіб у 1419 домогосподарствах у складі 937 родин. Густота населення становила 539 осіб/км².  Було 1537 помешкань (236/км²).
Расовий склад населення:
| - 96,6 % — білих - 0,7 % — чорних або афроамериканців - 0,5 % — корінних американців - 0,2 % — азіатів - 1,5 % — осіб інших рас |

До двох чи більше рас належало 0,6 %. Частка іспаномовних становила 3,3 % від усіх жителів.
За віковим діапазоном населення розподілялося таким чином: 25,1 % — особи молодші 18 років, 60,3 % — особи у віці 18—64 років, 14,6 % — особи у віці 65 років та старші. Медіана віку мешканця становила 38,8 року. На 100 осіб жіночої статі у місті припадало 98,1 чоловіків;  на 100 жінок у віці від 18 років та старших — 96,6 чоловіків також старших 18 років.
Середній дохід на одне домашнє господарство  становив 53 033 долари США (медіана — 44 375), а середній дохід на одну сім'ю — 65 134 долари (медіана — 60 741). Медіана доходів становила 40 279 доларів для чоловіків та 28 802 долари для жінок. За межею бідності перебувало 20,3 % осіб, у тому числі 30,7 % дітей у віці до 18 років та 6,4 % осіб у віці 65 років та старших.
Цивільне працевлаштоване населення становило 1690 осіб. Основні галузі зайнятості: виробництво — 25,0 %, освіта, охорона здоров'я та соціальна допомога — 23,2 %, фінанси, страхування та нерухомість — 8,5 %, транспорт — 8,3 %.